# Bernat Roger
Bernat Roger (? — ~1167) fou un religiós que ostentà el títol de bisbe d'Urgell, entre l'any 1163 i l'any 1167.
Aquest bisbe tingué un dels pontificats més curts del segle xii (1163-1167) al capdavant de l'Església d'Urgell. La seva etapa es considerada discreta i d'una transcendència limitada. Per fer-nos-en la idea visqué un període conflictiu, amb la població de la vila episcopal revoltada, a defecció d'una part del capítol i les crides del papa a obeir el nou bisbe per damunt de totes les diferències.
Segons la documentació trobada, s'especula que el seu nomenament hauria obeït a les pressions del comte Ermengol VII d'Urgell per superar les greus diferències que l'havien enfrontat amb el seu predecessor, el bisbe Bernat Sanç. Malgrat la brevetat del seu pontificat, la possible imposició de Bernat Roger, així com la seva vinculació amb la casa comtal de Foix, obrir un nou període en la història del comtat d'Urgell, carregat de conseqüències a mitjà i llarg termini.

### Designació del bisbe Bernat Roger
L'anterior bisbe, en Bernat Sanç va morir el 27 d'octubre de 1162, segons el seu testament, i després d'un breu període de seu vacant de menys de cinc mesos, Bernat Roger fou escollit nou bisbe d'Urgell.
Durant l'etapa de seu vacant, el comte Ermengol VI renuncià al costum, que ell mateix qualificava d'horrible, d'apoderar-se de les possessions del Bisbat d'Urgell fins que fos escollit un nou bisbe, i es reservava només la custòdia de tres castells i de la vila de la Seu.
Bernat Roger es esmentat per primer cop com a bisbe el 6 de març de 1163 en una donació d'un mas a la Cerdanya. En aquest document hi consta la signatura d'un «B. urgellensis episcopi». Sabent que l'endemà mateix, Bernat Roger ja apareix actuant com a bisbe, podríem relacionar aquesta estranya signatura no comuna en un document de donació fet des de l'Església d'Urgell amb el fet que l'elecció hagués estat massa recent com per poder actuar com li correspondria en un acte jurídic, com per exemple aquesta donació.
La següent aparició del bisbe és produeix l'endemà mateix a la concòrdia formulada amb els habitants d'Andorra que establia els censos, els serveis i les prestacions que els andorrans havien de fer al bisbe urgellenc. Aquest darrer document es signat, entre d'altres pel comte Ermengol VII d'Urgell, el comte Roger Bernat I de Foix i el futur rei Alfons el Cast, aleshores encara un nen anomenat Ramon investit comte de Barcelona a la mort del seu pare l'any anterior. També hi hagué nobles i representants de les comunitats andorranes.
És difícil justificar aquesta nodrida presència de notables per una simple revenja entre l'Església d'Urgell i els veïns d'Andorra: sense anar més lluny, coneixem una segona concòrdia l'any 1176, de característiques similars a l'anterior i establerta entre les mateixes parts, en la qual l'únic noble present de rellevància és el vescomte Ramon II de Castellbò.
Aquesta presència desmesurada tindria a veure amb l'interès i rellevància que suposava l'elecció del nou bisbe, elecció que com s'ha dit anteriorment es podria haver fet el dia anterior i que podria estar relacionat amb la concòrdia pròpiament dita.

### El bisbe d'Urgell es designa en dues ocasions germà del comte Ermengol VII
S'ha relacionat el bisbe amb la comtessa Dolça, que podria haver estat la seva germana. La comtessa Dolça de Foix, esposa d'Ermengol VII d'Urgell almenys des de 1157, era filla del comte Roger III de Foix i de Ximena de Barcelona, germanastra de Ramon Berenguer IV, això voldria dir que el bisbe Bernat Roger podria haver estat igualment germà del comte Roger Bernat I de Foix.
Pel que respecta la comtessa Dolça en coneixem poques coses de la seva vinculació amb el casal de Foix i de la seva vinculació amb el bisbe no n'hi ha cap referència explicita.
A part del parentiu amb comte d'Urgell, del qual en seria cunyat i del seu nom format per dos antropònims molt populars entre els membres del casal de Foix,encara podem afegir la curiosa fórmula emprada pel bisbe per elegir els seus marmessors testamentaris, que ens pot fer pensar que era forà en relació amb les terres catalanes i la presència del comte Roger Bernat I de Foix, juntament amb Ermengol VII d'Urgell i del futur rei Alfons el Cast, aleshores comte de Barcelona, en la concòrdia de 1163 amb els andorrans.
Cal ressaltar que la presència d'un comte de Foix al vessant sud era en aquells moments un esdeveniment poc habitual, al contrari d'allò que es convertiria en realitat comuna a partir del segle xiii si la raó de la presència dels comtes tenia a veure amb selecció de Bernat Roger, podria tenir una certa lògica que hi fos present el seu germà el comte de Foix, juntament amb el seu cunyat el comte d'Urgell i el seu cosí el comte de Barcelona, sempre que acceptem l'ascendència foixenca del bisbe Bernat Roger.

Uns tres mesos després de l'elecció episcopal, el Alexandre III exhortava els canonges de la catedral de la Seu, així com tot el clergat i el poble del bisbat d'Urgell:
| « | «universo cleroet populo per Urgellensem episcopatum constitutis» | » |

 Amb la intenció que acatessin l'autoritat del nou bisbe Bernat Roger, amenaçant-los amb penes espirituals.
Aquesta exhortació, promulgada des de Tours el 15 de juny de 1163, revela certs problemes experimentats pel bisbe Bernat Roger per veure reconeguda la seva legitimitat, uns problemes no concretats però prou greus per provocar una intervenció directa del papa Alexandre i que es necessari relacionar amb les particulars circumstàncies de l'accés de Bernat Roger al bisbat.

### Bernat Roger: l'alternativa comtal
La possibilitat que Bernat Roger fos vinculat amb Foix ens fa veure un bisbe poc influït per les lluites de poder internes de la canònica urgellenca —alhora poc coneixedor de les seves dinàmiques— i al mateix temps cunyat del comte Ermengol VII d'Urgell. Amb tot contrasta amb el seu antecessor.
Les seva relació amb el comte fou cordial, a part d'esments a la seva condició de germà i el fet que el comte d'Urgell va ser un dels marmessors testamentaris del bisbe. En conclusió la relació fou bona, a més del fet que el bisbe tingués en compte les recomanacions d'Ermengol VII per al bon govern dels seus dominis.
Des del punt de vista del comte, Bernat Roger era el candidat ideal per succeir el conflictiu Bernat Sanç i garantir un pontificat dòcil en un moment en què afluïen els problemes amb l'Església.